# 密集走燈蘚
密集走燈蘚（学名：Plagiomnium confertidens）为提燈蘚科走燈蘚屬下的一个种。

## 扩展阅读
- 維基物種上的相關：密集走燈蘚